# Пьер I д’Омон
Пьер I д’Омон (фр. Pierre I d'Aumont; ум. 10 апреля 1381), сир д'Омон — французский аристократ, участник Столетней войны.

## Биография
Сын Жана III, сира д’Омона, и Аньес N.
Сир д'Омон, Берткур, Ла-Нёвиль, Муши-ле-Перрё, Курсель, и прочее, рыцарь, советник и камергер Иоанна II и Карла V.
На королевской службе с 1347 года, в 1350-м был одним из четырех камергеров дофина-герцога Нормандского; 31 июля 1355 был в этом качестве вместе с Робером де Сен-Венаном послан герцогом к королю. С 5 марта 1355 по 12 октября 1356 служил в Бретёйском феодальном ополчении (ost de Breteuil) дофина с двумя рыцарями и восемью оруженосцами.
В сентябре 1357 участвовал в осаде Онфлёра Луи д'Аркуром, виконтом де Шательро, королевским наместником в Нормандии. 22 декабря 1359 был назначен капитаном Нофльского замка с 24 оруженосцами и 12 арбалетчиками и жалованием в 5000 экю в год. 13 июля 1363 король в награду за службу пожаловал Пьеру сеньории Сакенвиль и Берангвиль, конфискованные у казненного в Руане Пьера де Сакенвиля.
Командовал десятью тяжеловооруженными всадниками в гарнизоне замка Верноне (согласно квитанции о выплате жалования от 20.07.1364) и четырьмя другими (26.03.1367), данными ему для охраны пограничных укреплений.
По случаю бракосочетания его сына король пожаловал Пьеру 400 ливров (26.01.1367), а в следующем году еще 300 франков. Был одним из душеприказчиков Гийома де Мелёна, архиепископа Сансского (15.04.1376), умер 10 апреля 1381 и был погребен в аббатстве Рессон. Карл VI 4 июня 1386 распорядился перенести его останки в церковь целестинцев в Париже.

## Семья
Жена (ранее 1343): Жанна дю Делуж (12.09.1392), дочь Жана дю Делужа, воспитательница дофина Шарля
Дети:
- Филипп. Рыцарь, 12 ноября 1364 был принят в Манте с семью оруженосцами отряда сира де Реневаля; с 19 декабря 1364 по 22 февраля 1365 служил с теми же людьми под командованием сира де Шантемеля
- Пьер II Сварливый (ум. 13.03.1413), сир д’Омон
- Перронель. Муж: Филипп де Менбевиль (ум. 1390)
- N, дама де Сен-Клер
- N, дама д'Авени